# Station Herchies
Station Herchies is een spoorwegstation in de Franse gemeente Herchies.